# Garryowen Football Club
Il Garryowen Football Club è un club irlandese di rugby a 15 avente sede a Limerick, nella provincia di Munster.

È stato fondato nel 1884 ed è storicamente una delle squadre irlandesi di maggior successo.
 Gioca nella Division 1A del campionato irlandese.

## Palmarès
- All-Ireland League: 3
  - 1991-1992, 1993-1994, 2006-2007.
- All-Ireland Cup: 3
  - 2006-2007, 2011-2012, 2018-2019.
- Munster Senior League: 17
  - 1902-1903, 1903-1904, 1904-1905, 1905-1906, 1906-1907, 1907-1908, 1908-1909, 1909-1910, 1911-1912, 1924-1925.
  - 1935-1936, 1945-1946, 1946-1947, 1955-1954, 1981-1982, 1982-1983, 2000-2001.
- Munster Senior Cup: 39
  - 1888-1989, 1889-1890, 1890-1891, 1891-1892, 1892-1893, 1893-1894, 1894-1895, 1895-1896, 1897-1898, 1898-1899.
  - 1901-1902, 1902-1903, 1903-1904, 1907-1908, 1908-1909, 1910-1911, 1913-1914, 1919-1920, 1923-1924, 1924-1925.
  - 1925-1926, 1931-1932, 1933-1934, 1939-1940, 1946-1947, 1951-1952, 1953-1954, 1968-1969, 1970-1971, 1973-1974.
  - 1974-1975, 1978-1979, 1992-1993, 1994-1995, 1996-1997, 1998-1999, 2006-2007, 2011-2012, 2017-2018.